# فیلیپ راشکه
فیلیپ راشکه (انگلیسی: Philippe Raschke؛ زادهٔ ۱۹ سپتامبر ۱۹۶۷) بازیکن فوتبال اهل فرانسه است.
از باشگاه‌هایی که در آن بازی کرده‌است می‌توان به باشگاه فوتبال استراسبورگ، آ.اس موناکو، باشگاه فوتبال سوشو، باشگاه فوتبال کن، و باشگاه فوتبال بوردو اشاره کرد.